# Kateřina Sienská
Svatá Kateřina Sienská (25. března 1347 Siena – 29. dubna 1380 Řím), vlastním jménem Caterina Benincasa, byla italská řeholnice, panna a mystička, 4. října 1970 papežem sv. Pavlem VI. jmenována učitelkou církve. Je považována za jednu z nejvýznamnějších žen církevních dějin.
Usilovala o znovupřesídlení papežů do Říma (skutečný význam jejích snah pro jeho realizaci je předmětem diskusí) a později o odstranění papežského schismatu. Je autorkou 381 dopisů a náboženských spisů.
Jako svatou ji ctí katolíci, anglikáni a někteří luteráni.
Její život i dnes inspiruje mnoho lidí, mezi nimi také členky sekulárního institutu Caritas Christi, jež ji od svého založení mají za svou patronku.

## Život

### Dětství
Kateřina se narodila jako 24. dítě do početné, ale nikoliv chudé rodiny sienského barvíře. Pocházela z dvojčat, ale její sestra brzy po narození zemřela. Doba byla bouřlivá. V severní Itálii tehdy nepanovaly klidné časy, vedly se početné místní války, ve městech propukaly boje o moc, na denním pořádku byly rozbroje mezi šlechtickými rody. Křesťanská víra se dostávala na vedlejší kolej, upadala moc i prestiž papežů, kteří se v době avignonského pobytu dostali do závislosti na francouzských králích.
Již v šesti letech prý měla malá Kateřina uprostřed ulice mystické vidění, jehož příčinou mohlo být citové vypětí a snaha přiblížit se k Bohu. O rok později složila slib, že zůstane pannou a již v dětském věku žila v asketickém odříkání. Jako desetiletá navázala kontakty s dominikány, ke kterým vstoupil její bratranec Tommaso della Fonte.
Když bylo Kateřině patnáct let, odmítla se na přání rodičů vdát. To nesla především její matka velmi těžce, proto docházelo mezi ní s dospívající dcerou k častým sporům. O tři roky později viděl prý její otec, jak se nad Kateřininou hlavou vznáší bílá holubice a rozhodl se, že ji nechají na pokoji. Ostatně Kateřina prodělala neštovice, které jí znetvořily obličej, a od té doby žila v domácím ústraní rodičovského domu, kde měla svůj vlastní pokoj. Živila se vodou a léčivými bylinami, celé týdny se postila, modlila se a mlčela, spala jen málo a na tvrdé posteli. Třikrát denně se bičovala, dělajíc pokání za druhé.

### U dominikánských terciářů

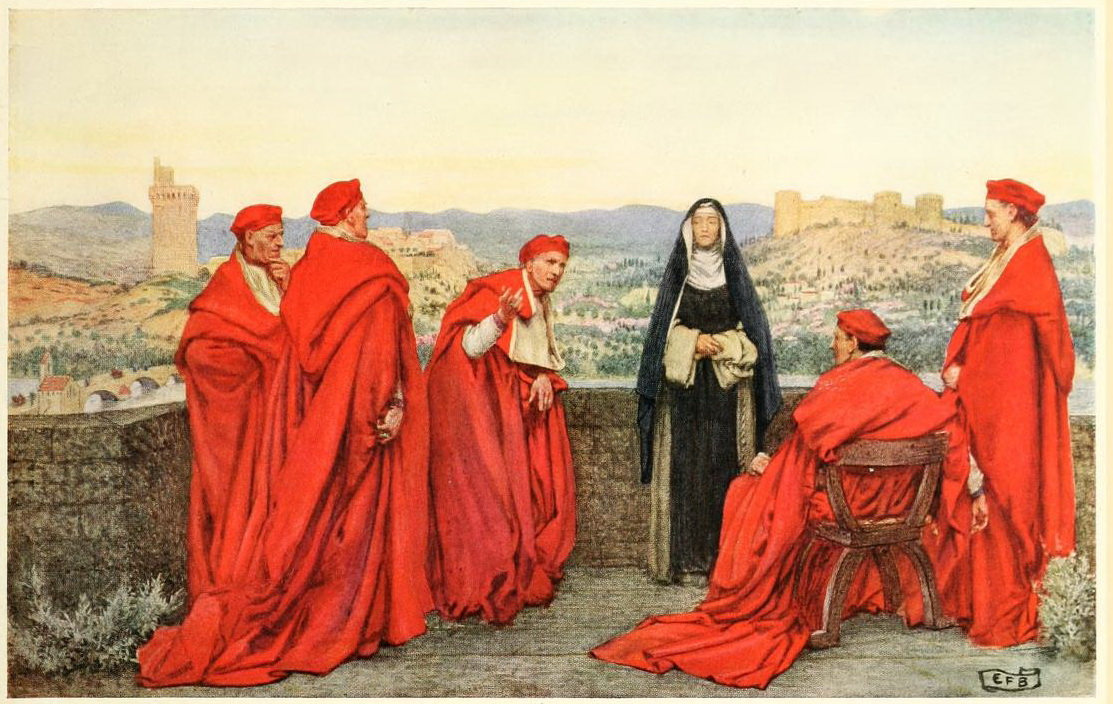
Sv. Kateřina Sienská jako terciářka dominikánů

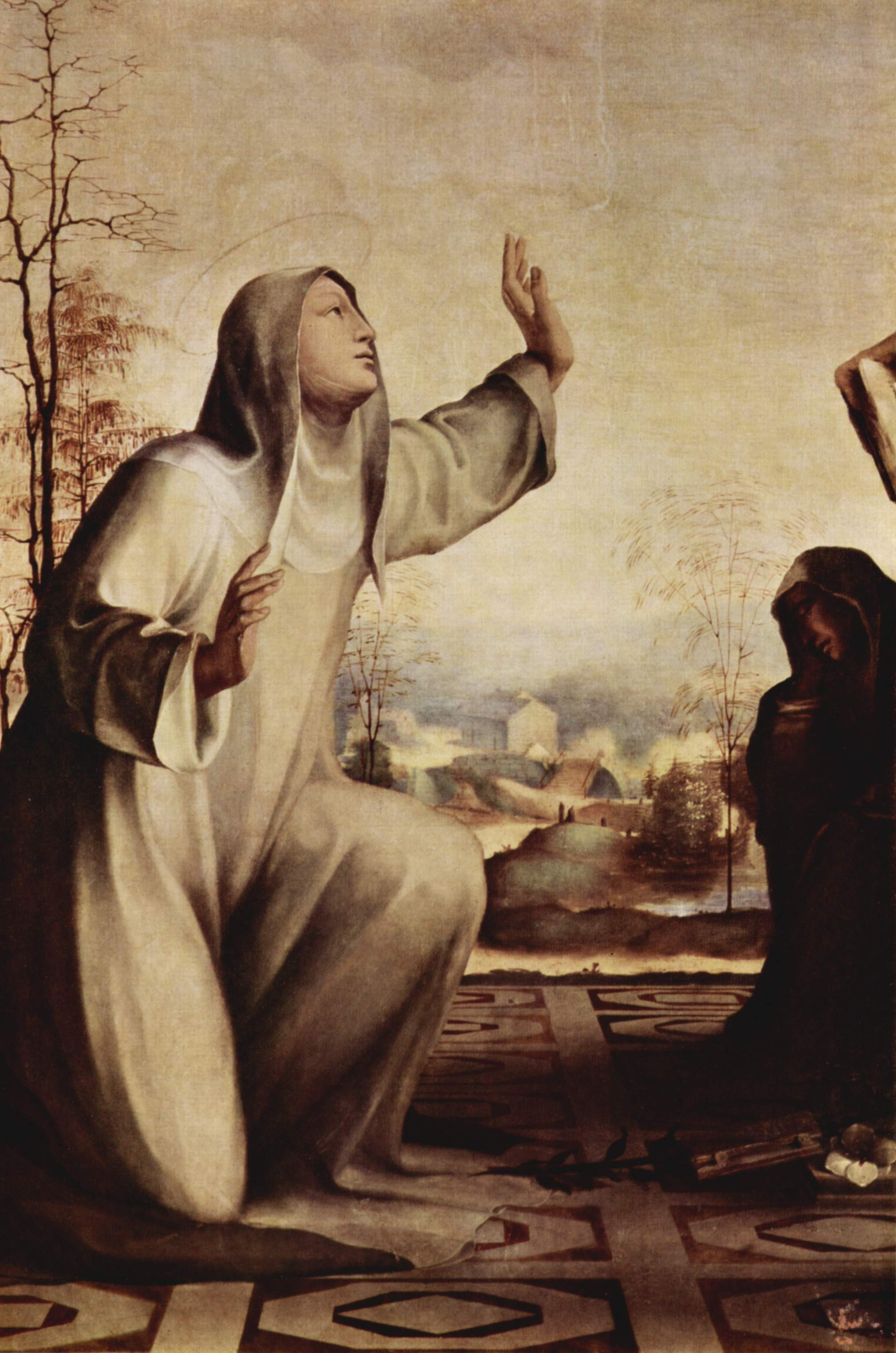
D. Becafumi, Svatá Kateřina Sienská

Roku 1365 vstoupila Kateřina proti vůli svých rodičů mezi terciáře dominikánského řádu v Sieně. Poté žila tak přísně asketicky, až to ohrožovalo její zdraví. Po jednom dalším vidění opustila život v ústraní a začala obětavě pečovat o chudé a nemocné. Během dalšího vidění se jí zdálo, že se provdala za Ježíše Krista a snubní prsten viděla po celý svůj život na svém prstu.
Dosud negramotná dívka se roku 1365 začala učit číst, aby mohla studovat Bibli. Od roku 1370 psala dopisy vysoce postaveným duchovním osobám. Vyjadřovala se v nich velmi osobitým, udivujícím způsobem k různým náboženským otázkám. Protože neuměla psát, diktovala své listy písařům (minimálně třem zároveň). V roce 1374 musela svoje vize a neobvyklé jednání obhajovat před generálním shromážděním řádu ve Florencii. Vyvrátila však všechny pochybnosti a podezření z kacířství a mohla v oficiálních službách Církve dále cestovat a kázat na veřejnosti. Zároveň neúnavně pracovala pro chudé a nemocné v Sieně. Roku 1374 se při péči o nemocné dokonce sama nakazila, ale práci nepřerušila.
Kolem Kateřiny se postupně seskupil okruh zbožných, mysticky zaměřených osob, kteří ji nazývali matkou. Šlo především o kultivované a vzdělané duchovní i laiky. V roce 1375 prý byla obdařena stigmaty, ale až do své smrti je skrývala.

### Snaha o návrat papeže do Říma a jednotu Církve

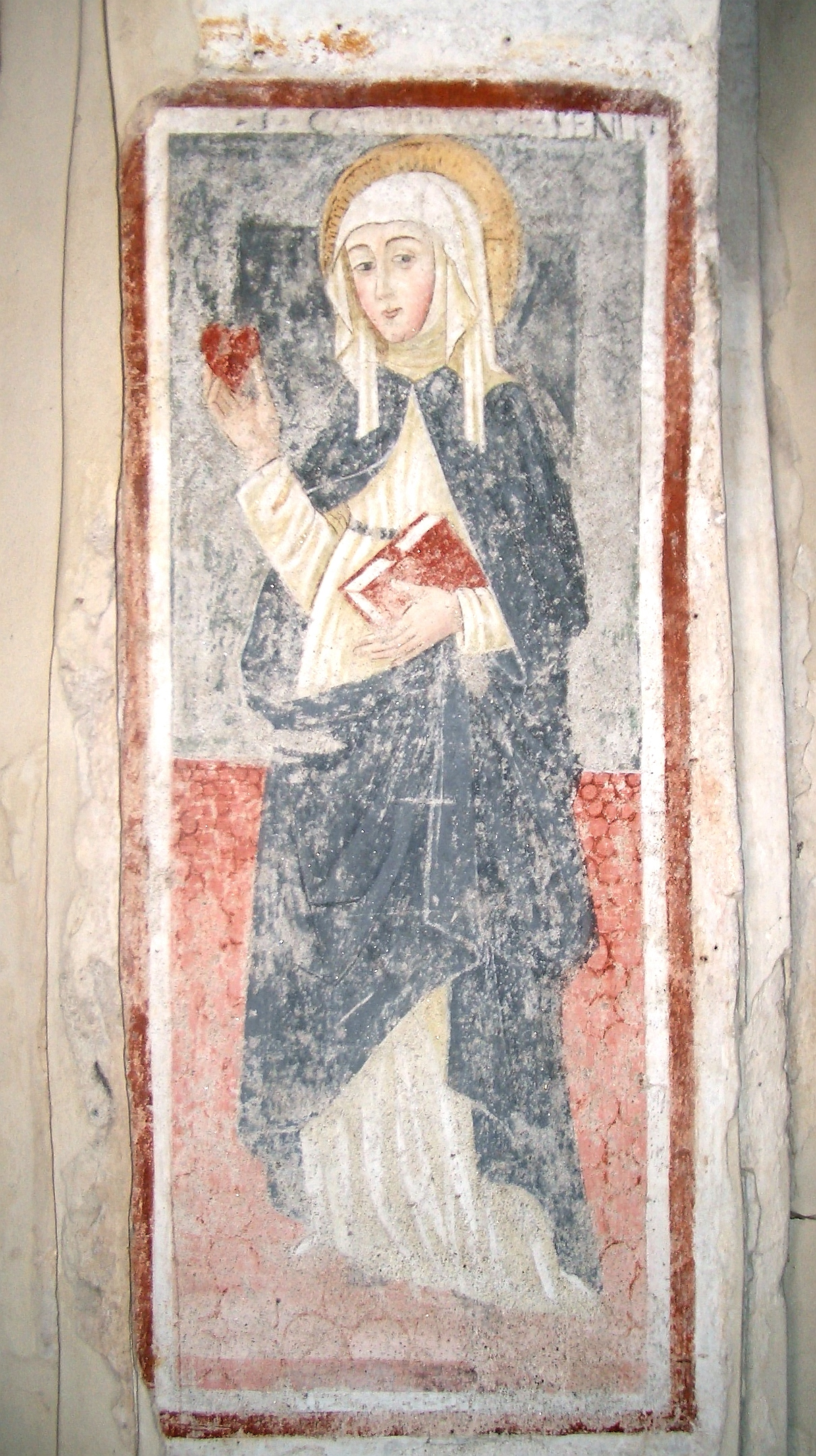
Obraz svaté Kateřiny v Novaře (15. století)

Velký vliv mělo na Kateřinu setkání s dominikánem Raimundem z Capuy, který se stal jejím zpovědníkem a později, v letech 1380–1399 generálem řádu. Roku 1376 s ním odjela do Avignonu k papeži Řehoři XI., aby se přimluvila za Florencii, která tehdy byla ve válce s papežem. V tomto směru sice neuspěla, zato posílila papežovo rozhodnutí přesídlit do Říma. V Itálii jí dokonce připisují rozhodující zásluhu na tomto důležitém kroku, k němuž se ovšem snažil přimět Řehoře XI. také tehdejší římský císař Karel IV.
Z Avignonu se Kateřina vrátila do Sieny a věnovala se své obvyklé činnosti. Roku 1378 založila v pevnosti Belcano poblíž Sieny, darované jednou šlechtickou rodinou, nový ženský klášter. Řehoř XI. vskutku přesídlil do Říma, ale vzápětí zde zemřel. Krátce nato, v roce 1378 vypuklo papežské schizma – dvojpapežství. Kateřina odešla na přání římského papeže Urbana VI. do Říma, aby mu pomohla bojovat za jednotu církve. Usídlila se v domě nedaleko dominikánského kostela Santa Maria sopra Minerva a vedla rozsáhlou dopisovou akci. Její listy svědčí o hluboce niterném, upřímném vztahu k náboženským otázkám, silném osobním charismatu, ale také o naivním a sentimentálním, ale velmi vřelém vztahu k církevní politice i sociálním otázkám. Vzhledem k těmto vlastnostem však již tak velmi složitou situaci papežství spíše komplikovala.
Poslední léta svého života se prý Kateřina živila pouze Eucharistií. Žaludek, přivyklý dlouhým půstům, nedokázal totiž přijmout jinou potravu. Proto se její tělesný stav zhoršoval, třicetiletá žena churavěla a trpěla bolestmi. Podle tradice zemřela v bazilice sv. Petra, kam se každodenně dovlekla na mši. Byla pohřbena pod hlavním oltářem kostela Santa Maria sopra Minerva do skleněné rakve. Její prý ještě neporušené tělo bylo roku 1430 s papežovým svolením exhumováno kvůli odebrání relikvií, to se opakovalo roku 1855. Hlava světice a prst, uložený ve stříbrném obalu, jsou nyní vystavovány v dominikánském kostele v Sieně. Její římský pokoj, místo posledního pobytu, byl přenesen do kostela Santa Maria sopra Minerva v Římě.

## Dílo

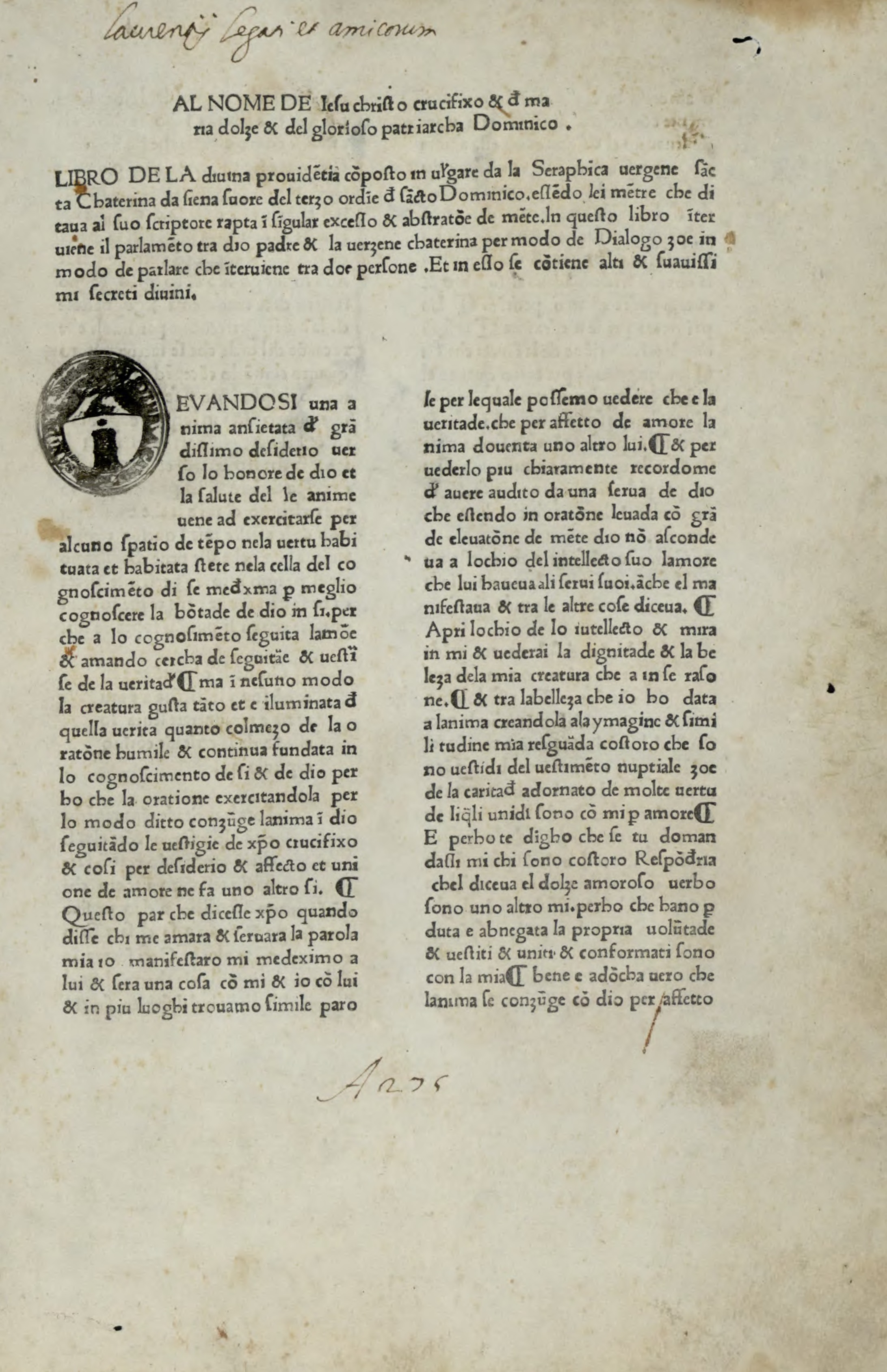
Libro della divina dottrina, c. 1475

V literární pozůstalost Kateřiny Sienské se dochovalo 381 dopisů a náboženské spisy (například Dialog s Boží prozřetelností), které adresovala církevním představitelům, řeholnicím i panovníkům. Jedná se o cennou církevní literaturu z oblasti mystické teologie. Svůj ideál vyjádřila ve vlastní modlitbě: „Bože, dej, abych mohla vždy být milovnicí a hlasatelkou pravdy a kvůli pravdě mohla také zemřít...“

## Kanonizace
Kateřina Sienská byla svatořečena roku 1461 papežem Piem II. Její dlouholetý zpovědník Raimund z Capuy napsal životopis budoucí světice, který patřil v pozdním středověku mezi nejoblíbenější četbu.
Od roku 1939 je sv. Kateřina Sienská považována za patronku Itálie a druhou patronku Říma, od roku 1999 patronkou Evropy. Je samozřejmě také patronkou rodného města Sieny.
V katolické i v luteránských církvích se památka sv. Kateřiny Sienské připomíná 29. dubna, v anglikánské církvi 9. dubna.